# If Skadeförsäkring
If Skadeförsäkring ist eine auf Sachversicherung spezialisierte schwedische Versicherungsgruppe, die im nordeuropäischen Raum tätig ist. Hauptsitz des zum finnischen Finanzkonzern Sampo gehörenden Unternehmens ist Stockholm. Teilweise wird bei internationaler Berichterstattung die Bezeichnung If P&C verwendet, in Anlehnung an Property & Casualty als die englischsprachige Bezeichnung für Sachversicherung.

## Geschichte und Hintergrund
If Skadeförsäkring wurde 1999 als Joint Venture des norwegischen Versicherers Storebrand und  des schwedischen Versicherers Skandia gegründet, die Storebrand hatte dabei ihr Nichtleben-Geschäft auf die neue Gesellschaft übertragen. Eine Partizipation des finnischen Versicherers Pohjola scheiterte an Vorbehalten auf deren Hauptversammlung im Mai 2000. Nachdem Mitte 2001 die Übernahme von Storebrand durch Sampo am Veto der norwegischen Regierung gescheitert war, stieg das Unternehmen im Herbst des Jahres in das Joint Venture ein und wurde mit 38,05 % der Anteile zum größten Einzelaktionär des Unternehmens, das auch durch die anschließende Fusion mit dem Sampo-Sachversicherungsgeschäft mit einem Prämienvolumen von 27,5 Mrd. Schwedische Kronen und 3,7 Millionen betreuten Kunden in Skandinavien in der Schadenversicherung auf einen führenden Marktanteil von 24 % kam. 2004 erhöhte Sampo seinen Anteil am Unternehmen auf fast 90 %.

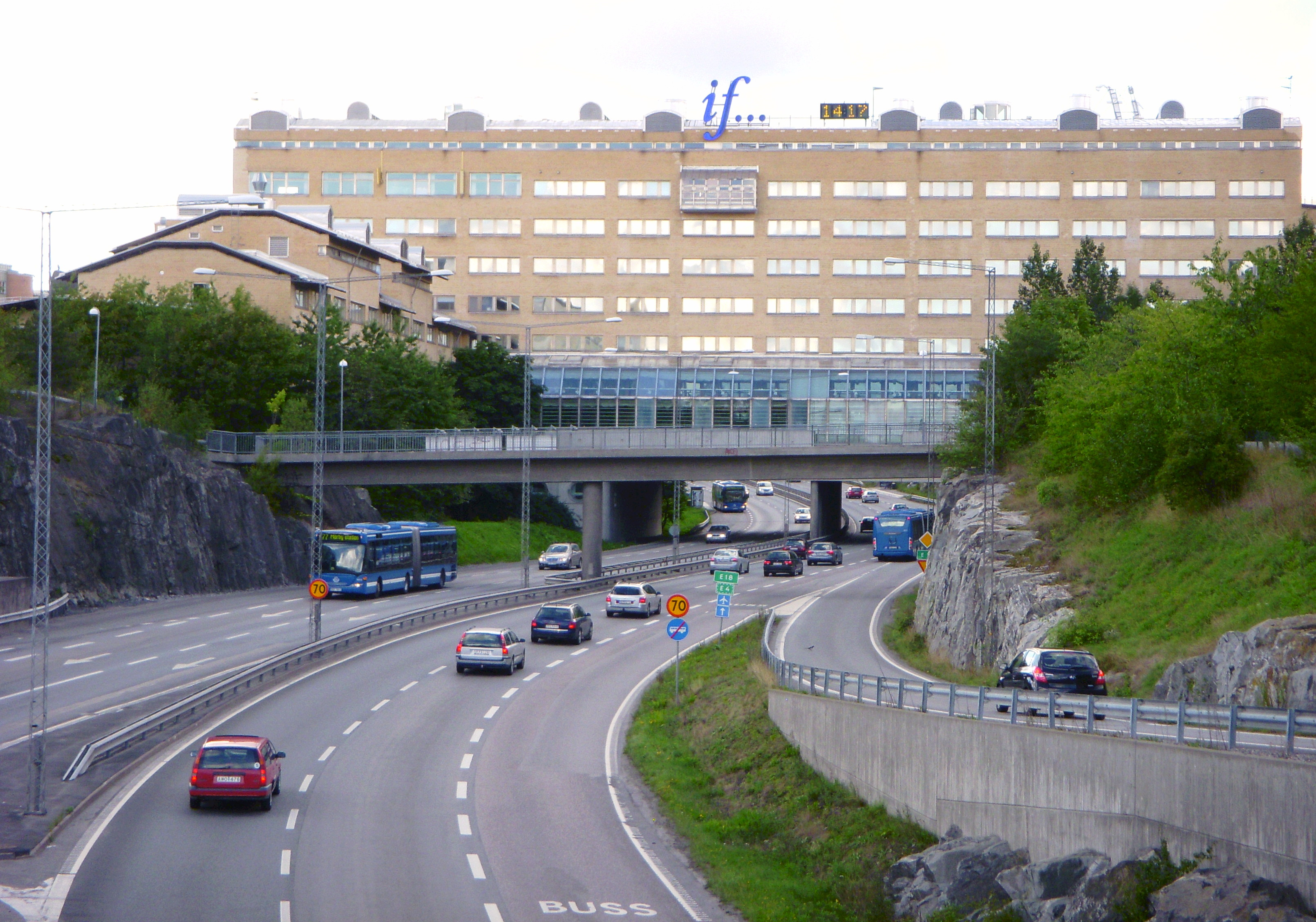
Hauptsitz in der Gemeinde Solna.

If Skadeförsäkring hat Versicherungstöchter in Dänemark, Finnland und Norwegen. Zudem wird im Dienstleistungsverkehr Versicherungsgeschäft in den baltischen Staaten betrieben.